# Bösingen
Bösingen (antiguamente en francés Basens y Bésingue) es una comuna suiza del cantón de Friburgo, situada en el distrito de Sense. Limita al norte con las comunas de Kriechenwil (BE), Laupen (BE) y Neuenegg (BE), al este con Wünnewil-Flamatt, al sur con Schmitten y Düdingen, y al oeste con Kleinbösingen.
La comuna está compuesta por las localidades de: Fendringen, Friesenheid, Grenchen, Lizistorf, Noflen, Richterwil, Riederberg, Tuftera y Uttewil.